# ピネローロ
ピネローロ（イタリア語: Pinerolo）は、イタリア共和国ピエモンテ州トリノ県にある、人口約3万6000人の基礎自治体（コムーネ）。
中世には交通の要衝であり、サヴォイア家によって要塞が建設された。フランス王国領であった17世紀後半、ピネローロの要塞には、謎の多い囚人「鉄仮面」が収容された。

## 名称
イタリア語以外では以下の名称を持つ。
- フランス語: Pignerol（ピニェロール）

## 地理

### 位置・広がり
トリノ県南部のコムーネで、県都・州都トリノの南西約40kmに位置する。

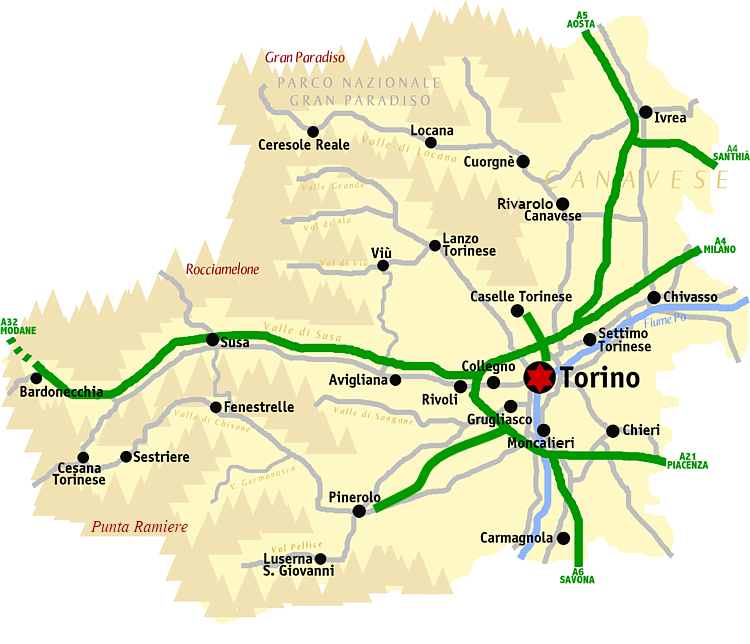
トリノ県概略図

#### 隣接コムーネ
隣接するコムーネは以下の通り。
- ブリアスコ
- クミアーナ
- フロッサスコ
- ガルツィリアーナ
- マチェッロ
- オザスコ
- ピナスカ
- ピシーナ
- ポルテ
- ロレット
- サン・ピエトロ・ヴァル・レーミナ
- サン・セコンド・ディ・ピネローロ
- スカレンゲ

## 歴史
中世のピネローロは、イタリアにおける交通の要衝の一つであり、サヴォイア家が要塞を築いた。軍事的な重要性ゆえに、良く知られた軍学校の起源となる学校が置かれている。フェネストレッレの要塞も近くにある。
ピネローロについて最初に言及された文献は10世紀のもので、当時ピネローロはトリノ領主のトリノ辺境伯領に属し、ピネローロの修道院長が行政を行っていた。
1235年、サヴォイア伯アメデーオ4世は、ピネローロを一種の保護領とした。1243年、ピネローロはサヴォイア家による完全な支配下に置かれた。以後、サヴォイア家（のちにサヴォイア＝アカイア家）の所領となった。1247年、ピネローロにはコムーネ（市民共同体）が成立する。ピネローロ修道院長は引き続きアバディア・アルピナの修道院領の行政にあたっていた。
1536年にフランス王国軍がピエモンテに進攻すると、ピネローロも占領され、1574年までフランスによる支配を受けた。
1631年のケラスコ条約（マントヴァ継承戦争の講和条約）により、ふたたびフランス王国領となった。1665年には失脚した大蔵卿ニコラ・フーケがピネローロの要塞に幽閉されている。「鉄仮面」は1669年にこの地に収容された。
大同盟戦争中の1696年、フランス王ルイ14世はサヴォイア公ヴィットーリオ・アメデーオ2世にピネローロを返還することに同意した（トリノ条約 (1696年)）。ただし、返還に際しては、要塞を破却することと、ルイ14世に敵対していたアウクスブルク同盟からサヴォイアが脱退することが条件とされた。
2006年トリノオリンピックではカーリングの会場となった。

## 行政

### 分離集落
ピネローロには、以下の分離集落（フラツィオーネ）がある。
- Abbadia Alpina, Ainana, Avaro/Tron, Bacchiasso, Batur, Baudenasca, Biscornetto, Borgata Colombaio, Borgata Orba, C.E.P., Cascina della Cappella, Cascina Ghiotta, Cascina Gili, Cascina Nuova, Cascina Pol, Case Bianche, Case Nuove, Colletto, Gerbido di Costagrande, Gerbido di Riva, Graniera, Losani, Motta Grossa, Pascaretto, Riauna, Riva, Rubiani, Salera, San Martino, Stazione di Riva, Talucco, Villa Motta Rasini

## 姉妹都市
- ギャップ、フランス 1963年
- トラウンシュタイン、ドイツ 1986年
- San Francisco、アルゼンチン 1996年
- デルヴェンタ、ボスニア・ヘルツェゴビナ 2005年

## 人物

### 著名な出身者
- ルイージ・ファクタ - 19-20世紀の政治家、イタリア王国首相。
- フェルッチョ・パッリ（英語版） - 20世紀のパルチザン活動家・政治家、第二次世界大戦末期のイタリア王国首相。

### ゆかりの人物
- ニコラ・フーケ - 17世紀のフランスの政治家。失脚後、ピネローロの監獄に収容され、当地で没。
- 鉄仮面 - 17-18世紀のフランスの囚人。1669年にピネローロの監獄に収容され歴史に登場する。